# Клемонс, Кайл
Кайл Кле́монс (англ. Kyle Clemons; род. 27 декабря 1990, Джонсборо, Арканзас, США) — американский легкоатлет, специализирующийся в беге на 400 метров. Олимпийский чемпион 2016 года, чемпион мира, двукратный чемпион мира в помещении (2014, 2016) в эстафете 4×400 метров. Экс-рекордсмен мира в помещении в эстафете 4×400 метров.

## Биография
Мама Кайла, Валари Хилсон, также занималась лёгкой атлетикой. Сам он учился в Канзасском университете, относительно успешно выступая на региональных соревнованиях. В 2013 году подписал профессиональный контракт, но продолжил тренироваться у Стэнли Редвайна, который был его наставником на протяжении всей студенческой карьеры.
В первый же свой профессиональный сезон Клемонс стал одним из главных открытий в беге на 400 метров. Он стал чемпионом США в помещении 2014 года и поехал на зимний чемпионат мира. Международный дебют оказался успешным: бронза в индивидуальном беге на 400 метров и победа в эстафете 4×400 метров. Команда, состоявшая из Клемонса, Дэвида Вербурга, Кайнда Батлера и Кэлвина Смита в финале установила новый мировой рекорд для залов — 3.02,13.
После этого Кайл регулярно оказывался в обойме основной команды на международных стартах. На Панамериканских играх 2015 года выиграл две бронзы (в личном виде и эстафете), помог сборной США в предварительных забегах на чемпионате мира и эстафетном мировом первенстве (оба раза был заменён в финале).
В 2016 году стал вторым на чемпионате США в помещении, после чего защитил титул чемпиона мира в эстафете. На олимпийском отборе в последний момент смог попасть в команду, заняв 6-е место. В Рио-де-Жанейро вновь выступил только в забеге эстафеты 4×400 метров. Американцы без Кайла в составе выиграли финал, но по правилам он также получил олимпийское золото.

## Основные результаты
| Год  | Турнир                      | Место проведения          | Дисциплина       | Место      | Результат |
| ---- | --------------------------- | ------------------------- | ---------------- | ---------- | --------- |
| 2014 | Чемпионат мира в помещении  | Сопот, Польша             | 400 м            | 3-е        | 45,74     |
| 2014 | Чемпионат мира в помещении  | Сопот, Польша             | эстафета 4×400 м | 1-е        | 3.02,13   |
| 2015 | Чемпионат мира по эстафетам | Нассау, Багамские Острова | эстафета 4×400 м | 5-е (заб.) | 3.02,81   |
| 2015 | Панамериканские игры        | Торонто, Канада           | 400 м            | 3-е        | 44,84     |
| 2015 | Панамериканские игры        | Торонто, Канада           | эстафета 4×400 м | 3-е        | 3.00,21   |
| 2015 | Чемпионат мира              | Пекин, Китай              | эстафета 4×400 м | 1-е (заб.) | 2.58,13   |
| 2016 | Чемпионат мира в помещении  | Портленд, США             | 400 м            | 9-е (1/2)  | 46,91     |
| 2016 | Чемпионат мира в помещении  | Портленд, США             | эстафета 4×400 м | 1-е        | 3.02,45   |
| 2016 | Олимпийские игры            | Рио-де-Жанейро, Бразилия  | эстафета 4×400 м | 2-е (заб.) | 2.58,38   |